# 面河山岳博物館
面河山岳博物館（おもごさんがくはくぶつかん）は、愛媛県上浮穴郡久万高原町にある町立の博物館である。

## 概要
- 1991年に上浮穴郡面河村（現在の上浮穴郡久万高原町）に完成した。所在地は面河渓入口、石鎚スカイライン基点付近。
- 石鎚山系に関する動植物や岩石や自然そして登山史に展示しており、年に3回企画展や季節に合わせた自然観察会や昆虫教室に催している。